# Ahmad Shah Khan

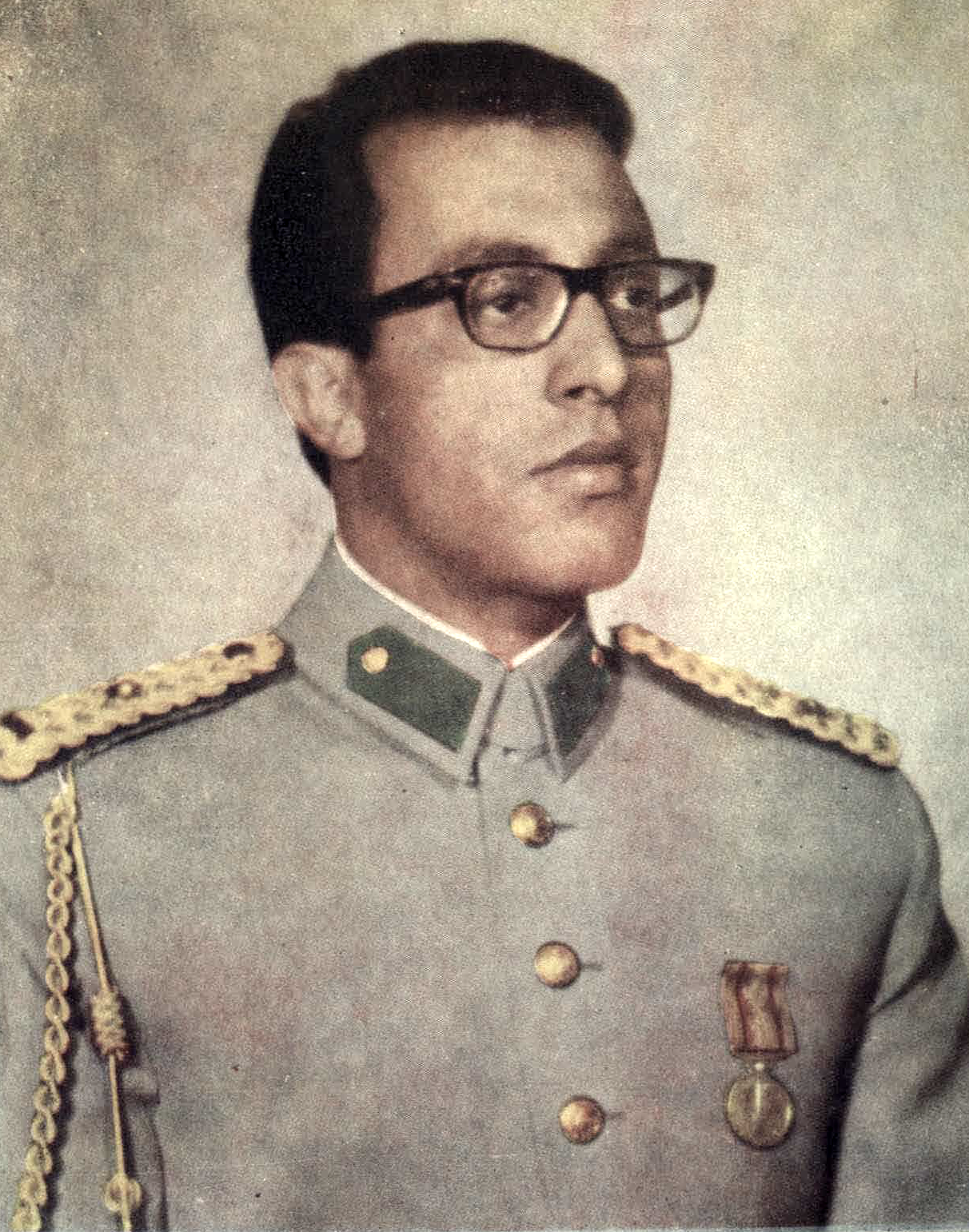
Ahmad Shah 1963

Ahmad Shah, Kronprinz von Afghanistan (Paschtu/persisch احمد شاه خان; geb. 23. September 1934, Arg-i-Shahi, Kabul, Königreich Afghanistan; gest. 4. Juni 2024, Virginia, Vereinigte Staaten) war der zweite Sohn von Mohammed Zahir Schah, dem ehemaligen König von Afghanistan. Er führte den Titel Oberhaupt des Hauses Barakzai seit dem Tod seines Vaters im Juli 2007 bis zu seinem eigenen Tod im Juni 2024.

## Leben
Zur Zeit seiner Geburt war er der zweitplatzierte in der Sukzessionslinie nach seinem älteren Bruder Muhammed Akbar Khan (4. August 1933–26. November 1942). Nach dem Tod seines Bruders wurde er Thronfolger (Heir apparent) und Kronprinz.
Er erhielt seine Bildung an der Esteqlal High School und am College of Military Science, in Kabul.
Später ging er an die University of Oxford, das Institut d’études politiques de Paris (IEP) und arbeitete einige Zeit beim afghanischen Außenministerium (Dari: وزارت خارجه افغانستان‎ Pashto: د افغانستان د بهرنیو چارو وزارت‎) in Kabul.
Die Regentschaft seines Vaters endete am 17. Juli 1973, als er durch einen Putsch gestürzt wurde und Afghanistan von Mohammad Daoud Khan, einem Mitglied der königlichen Familie, zur Republik erklärt wurde. Der Kronprinz war einer von vierzehn Mitgliedern der königlichen Familie, die nach dem Putsch verhaftet wurden. Am 26. Juli durfte er das Land in Richtung Rom verlassen. Nach dem Sturz der Monarchie ließ sich der Kronprinz im US-Bundesstaat Virginia nieder und begann, Gedichte zu schreiben.

## Tod
Er starb am 4. Juni 2024 im Alter von 89 Jahren. Zum Zeitpunkt seines Todes war er der älteste noch lebende männliche Erbe des letzten regierenden Königs von Afghanistan.

## Ehe und Kinder
Er wurde am 22. November 1961 im Chilstoon-Palast in Kabul mit Prinzessin Khatul Begum (geb. 1940) verheiratet, der Tochter von Sardar Muhammad Umar Khan Zikeria und dessen Frau Prinzessin Sultana Begum, der vierten Tochter von Mohammed Nadir Schah, dem ehemaligen König von Afghanistan (gest. 1933) – seine Cousine. Er hatte zwei Söhne und eine Tochter:
- Prinz Muhammad Zahir Khan (geb. 26. Mai 1962), verheiratet mit Prinzessin Oshila Begum (geb. 1958). Das Paar hat die Tochter:
  - Prinzessin Roxanne Khanum (geb. 1988)
- Prinzessin Hawa Khanum (geb. 27. Oktober 1963)
- Prinz Muhammad Emel Khan (geb. 1969)